# Konativ
Der Konativ ist eine Aktionsart, die in der Altphilologie zur Präzisierung der Tempusbedeutungen von Präsensstammtempora benutzt wird, so zum Beispiel im Lateinischen. Übersetzt wird diese Aktionsart mit Verbalkomplexen wie versuchen oder wollen:    
lat. dormiebat (3. Pers. Sg. Ind. Imperf. Akt.) „er versuchte zu schlafen“, „er wollte schlafen“ (imperfectum de conatu).